# La signora delle camelie (film 1909)
La signora delle camelie  è un cortometraggio muto del 1909 diretto da Ugo Falena. È la seconda versione cinematografica del romanzo di Alexandre Dumas fils.

## Distribuzione
Il film fu distribuito sul mercato estero dalla Pathé.

## Curiosità
Il film è conosciuto anche con il nome alternativo di Camille.